# Abu Ishaq al-Shatibi
Abu Ishaq al-Shatibi (fallecido en 1388, Granada) fue un jurista suní que siguió la escuela islámica Maliki. El lugar y fecha de su nacimiento es desconocido, aunque se acepta que su nacimiento ocurrió entre el 720 y el 790. Su nombre completo es era "Ibrahim bin Mosa bin Muhammad al-Shatibi al-Gharnati". Su familia es descendiente de la tribu Banu Lakhm que remonta su linaje a Qahtan quien, entre otros muchos logros, fundó un reino árabe en Al-Hira, cerca de la moderna Kufa (Irak). Sin embargo, uno de sus apellidos, "As-Shatibi", apunta a la ciudad de Játiva, lo que indica que era un descendiente de inmigrantes de esa ciudad.

## Obras
Aprendió de eruditos muy destacados de su tiempo y se convirtió en un maestro en lengua árabe. Además, se dedicó a la investigación desde muy temprana edad, discutiendo varios temas con sus maestros antes de llegar a cualquier conclusión.
- Al-Iʻtiṣām[2] (كتاب الاعتصام), 794696261 - Este famoso libro del Imam Shatibi es la enciclopedia definitiva sobre el tema de la definición de las innovaciones religiosas. Consta de 10 capítulos. La introducción está escrita por Syed Rasheed Radha Al-Misri. Este libro gigantesco fue publicado por Dar al-Kutb Al-Arabiya en 1931 en El Cairo.
- Al-Muwafaqaat fi Usool al-Sharia[3] (الموافقات في اصول الشريعة), 37140768 - Este es otro de los libros más conocidos de Imam Shatibi. Se trata del tema de Usul al-fiqh, y de la jurisprudencia islámica y Maqasid Al-Sharia (objetivos superiores). Fue publicado por Dawlat Al-Tunisia (Túnez) en cuatro volúmenes (traducido y publicado en inglés como The Reconciliation of the Fundamentals of Islamic Law).
- Shara ala al-Khutasa: este libro trata sobre Ilm-Nahwu.
- Al-Itifaq fi Elm al-Ishtiqaq: Este libro fue sobre el tema de Ilm-Sharf, pero se perdió aun en vida de su autor.
- Kitab al-Majalis: incluye comentarios sobre el libro de Sahih Bukhari al-Kitab Al-Biyooh.
- Kitab Al-ifidaat wa Al-inshadaat: incluye dos volúmenes sobre literatura.

## Maestros
Entre sus maestros se encuentran los eruditos conocidos en el momento:
1. Imam ibn al-Fakhar al-Abeeri
2. Abu al-Qasim Al-Satti
3. Imam Abu Abdullah al-tilmasani
4. Imam Abu Abdullah al-Maqri
5. Shaikh Abu Saeed bin Lab
6. Imam Jaleel bin Marzooq
7. Abu Ali Mansoor bin Mohammed al-Zidawi
8. Abu Abdullah al-Bilnasi
9. Abu Jafar al-Shoqoori
10. Abu Al-Abbas al-Qabbab
11. Abu Adullah al-Hafaar